# Dinastia Árpád
|  | Per a altres significats, vegeu «Arpad (desambiguació)». |

La dinastia Árpád és la primera que regnà a Hongria del 896 al 1301, segons el nom del seu primer duc, Árpád d'Hongria, que regnà del 896 al 907. S'uneix sovint, equivocadament, el nom Árpád al turc arpa ('ordi').

## Membres de la dinastia
- Árpád d'Hongria, Fedejelem (904-c. 907).
- Zoltán, Fedejelem (c. 907-c. 947).
- Fajsz d'Hongria, Fedejelem (c. 947-c. 955).
- Taksony d'Hongria, Fedejelem (c. 955-c.971).
- Géza d'Hongria, Fedejelem (c. 971-997).
- Esteve I d'Hongria, Fedejelem (997-1000) i rei d'Hongria (1000-1038).
- Pere Orseolo I d'Hongria (1038-1041), primer cop.
- Samuel Aba d'Hongria (1041-1044).
- Pere Orseolo I d'Hongria (1044-1046), segon cop.

- Andreu I d'Hongria (1047-1060).
- Béla I d'Hongria (1060-1063).
- Salomó I d'Hongria (1063-1074).
- Geza I d'Hongria (1074-1077).
- Ladislau I d'Hongria (1077-1095).

Bela III

- Kálmán I d'Hongria (1095-1116), rei de Croàcia des de 1102.
- Esteve II d'Hongria (1116-1131).
- Béla II d'Hongria (1131-1141).
- Geza II d'Hongria (1141-1162).
- Esteve III d'Hongria (1162), primer cop.
- Ladislau II d'Hongria (1162-1163).
- Esteve IV d'Hongria (1163-1165).
- Esteve III d'Hongria (1163-1172), segon cop.
- Béla III d'Hongria (1172-1196).

- Emeric I d'Hongria (1196-1204).
- Ladislau III d'Hongria (1204-1205).

Emeric I

- Andreu II d'Hongria, regent (1204-1205) i rei (1205-1235).
- Béla IV d'Hongria (1235-1270).
- Esteve V d'Hongria (1270-1272).
- Ladislau IV d'Hongria (1272-1290).
- Andreu III d'Hongria (1290-1301).